# Piet Vermeylen
Piet (Pierre) Vermeylen (* 8. April 1904; † 30. Dezember 1991) war ein belgischer sozialistischer Politiker.

## Biografie
Der Sohn des flämischen Schriftstellers und Politikers August Vermeylen studierte nach dem Schulbesuch Rechtswissenschaft an der Université Libre de Bruxelles (ULB) und gehörte dort 1924 zu den Gründern einer flämischen Studentenverbindung. Nach Beendigung des Studiums war er als Rechtsanwalt tätig und gehörte 1933 zu den Richtern an dem in London ansässigen „Gegengericht“ zum Reichstagsbrand. Gemeinsam mit Henri Storck und André Thirifays war er 1938 Gründer des Königlich-Belgischen Filmarchivs.
Nach dem Tode seines Vaters 1945 folgte er diesem in der flämisch-sozialistischen Partei in Brüssel und wurde Mitglied der Abgeordnetenkammer. Trotz der Handlungen der deutschen Besatzungsmacht gegen seinen Vater protestierte er vehement gegen die Hinrichtung des flämischen Kollaborateurs August Borms.
Im März 1947 wurde er von Premierminister Paul-Henri Spaak als Innenminister erstmals in eine Regierung berufen und gehörte Spaaks Kabinett bis zum Ende von dessen Amtszeit im August 1949 an.
Zwischen April 1954 und Juni 1958 war er im Kabinett von Achille Van Acker erneut Innenminister. Als solcher musste er maßgeblich die von Unterrichtsminister Léo Collard entworfenen neuen Schulgesetze der liberal-sozialistischen Koalition gegen die römisch-katholische Opposition verteidigen. Zu einer Kontroverse kam es dabei insbesondere, als er dem belgischen Radio verbot, über eine Großdemonstration gegen die Schulgesetze Collards zu berichten.
Im April 1961 erfolgte seine Ernennung zum Justizminister im Kabinett von Premierminister Théo Lefèvre, dem er bis zum Ende von Lefèvres Amtszeit am 28. Juli 1965 angehörte. In dieser Funktion legte er 1961 einen ersten Gesetzentwurf für die Amnestie von belgischen Kollaborateuren mit der deutschen Besatzungsmacht während des Zweiten Weltkrieges vor. Im April 1964 versuchte er erfolglos den Zorn zahlreicher Ärzte über eine Rede von Premierminister Lefèvre zu besänftigen, um somit den darauffolgenden Ärztestreik zu verhindern. Als ihm dies nicht gelang, ordnete er zur Sicherung des Gesundheitswesens die Mobilisierung aller Krankenhausärzte und der Ärzte der Reserve der Belgischen Streitkräfte an.
1952–1954, 1965–1966 und 1972–1974 gehörte er dem Europäischen Parlament an.
Am 12. Juli 1966 wurde er mit dem Ehrentitel eines Staatsministers gewürdigt.
Als 1968 die französischsprachigen sozialistischen Politiker unter der Führung von Henri Simonet die Kandidatenliste für die Parlamentswahlen aufstellte, um sicherzustellen, dass Vermeylen, Hendrik Fayat und andere flämische Sozialisten aus Brüssel und dem Arrondissement Halle-Vilvoorde nicht gewählt werden, unternahm Piet Vermeylen den unerwarteten Schritt einer Spaltung der Partei und der Gründung einer eigenen Flämischen Sozialistischen Partei, den Rode Leeuwen. Für diese wurde er wiederum in die Abgeordnetenkammer gewählt und ein Jahr darauf erkannte die Führung der PSB die „Roten Löwen“ als Zusammenschluss der BSP für Brüssel-Halle-Vilvoorde an.
Nach seiner überraschenden Wiederwahl wurde er im Juni 1968 von dem christsozialen Premierminister Gaston Eyskens zum ersten Minister für niederländischsprachigen Unterricht ernannt, während Abel Dubois erster Minister für französischsprachigen Unterricht wurde. Dem Kabinett Eyskens gehörte er bis 1972 an.
Als im August 1968 Truppen des Warschauer Pakts in die Tschechoslowakische Sozialistische Republik (ČSSR) zur Niederschlagung des Prager Frühlings einmarschierten, besuchte er die Stadt Brünn als normaler Tourist und entkam über Österreich nur knapp den Ereignissen.

## Veröffentlichung
- Een Gulzig Leven. Kritak, Leuven 1984, ISBN 90-6303-132-7. (Autobiografie)

## Weblink
- Belgian Ministries (rulers.org)

| Personendaten    | Personendaten        |
| ---------------- | -------------------- |
| NAME             | Vermeylen, Piet      |
| ALTERNATIVNAMEN  | Vermeylen, Pierre    |
| KURZBESCHREIBUNG | belgischer Politiker |
| GEBURTSDATUM     | 8. April 1904        |
| STERBEDATUM      | 30. Dezember 1991    |